# Piotr Wałujew
Piotr Aleksandrowicz Wałujew, ros. Пётр Александроич Валуев (ur. 22 września?/4 października 1815 w Carycynie pod Moskwą, zm. 27 stycznia?/8 lutego 1890 w Petersburgu) – hrabia, rosyjski działacz państwowy.

## Życiorys
Urodził się 22 września?/4 października 1815 roku w Carycynie pod Moskwą, w rosyjskiej rodzinie szlacheckiej. Odebrał edukację domową, którą 17 marca 1832 roku poprzez wydanie atestu potwierdził Uniwersytet Moskiewski. Służbę państwową rozpoczął w kancelarii generała-gubernatora moskiewskiego 17 kwietnia 1831 roku. Najniższą, XIV rangę cywilną w tabeli rang otrzymał 12 lutego 1833 roku. Kamerjunkier od 11 października 1834 roku, obejmował różne stanowiska w kancelarii cesarskiej. W latach 1839–1840 stał na czele Pierwszego Oddziału Kancelarii Własnej Cara Mikołaja I. Oddelegowany do pomocy namiestnikowi Królestwa Polskiego – kniaziowi Iwanowi Paskiewiczowi – w 1843 roku. Od 27 lipca 1845 roku był urzędnikiem do specjalnych poruczeń przy generale-gubernatorze bałtyckim Jewgieniju Gołowinie. Między 8 maja a 13 grudnia 1849 roku pracował w Ministerstwie Spraw Wewnętrznych. Awansowany na kamerhera (IV ranga dworska) i rzeczywistego radcę stanu (IV ranga cywilna) odpowiednio 21 stycznia 1850 i 9 maja 1852 roku. W okresie od 2 czerwca?/14 czerwca 1853 do 28 kwietnia?/10 maja 1858 był gubernatorem kurlandzkim. Na początku urzędowania, w sierpniu 1853 roku, odbył inspekcję wybranych miast guberni. W dniach 2–4 wizytował Windawę, 15–16 Libawę, a na koniec Połągę. Jako gubernator bronił interesów państwa przed miejscową szlachtą.
W latach 1858–1861 (od 21 kwietnia) był dyrektorem drugiego departamentu w Ministerstwie Dóbr Państwowych. Awansowany na tajnego radcę (III ranga cywilna) 12 kwietnia 1859 roku, 5 dni później został sekretarzem stanu. W 1861 roku obejmował kolejne urzędy: od 1 stycznia kierował sprawami Komitetu Ministrów, od 23 kwietnia?/5 maja był kierownikiem Ministerstwa Spraw Wewnętrznych i senatorem w Senacie Rządzącym, wreszcie od 9 listopada ministrem spraw wewnętrznych i członkiem Rady Państwa Imperium Rosyjskiego.

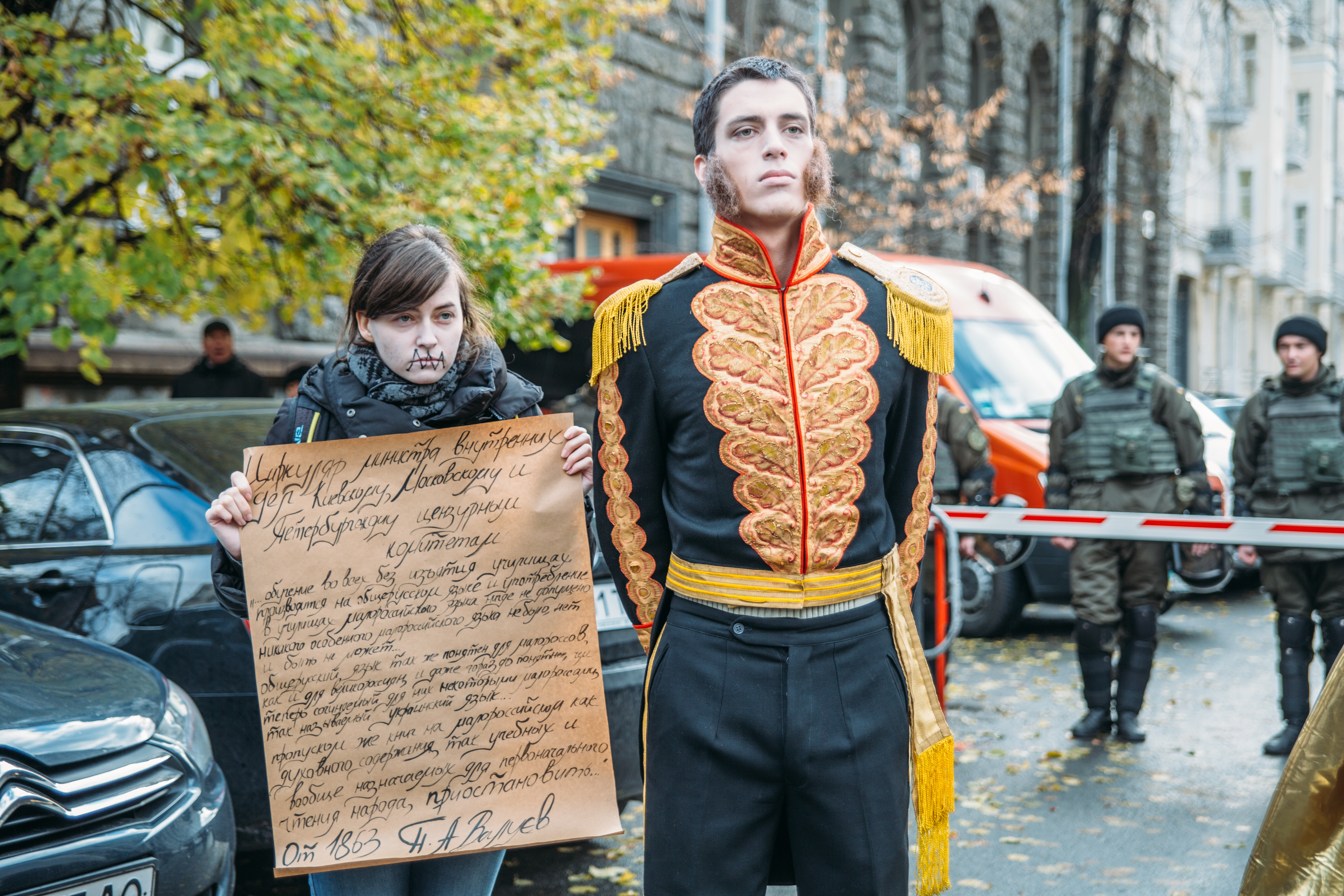
„Piotr Wałujew” i jego „cyrkularz” przy Administracji Prezydenta Ukrainy. Performans przeciwko rusyfikacji z żądaniem prawnej ochrony języka ukraińskiego. Dzień Pisma i Języka Ukraińskiego, 9 listopada 2015

Mimo konserwatywnych poglądów wprowadzał w życie liberalne reformy Aleksandra II. Pod jego kierownictwem była opracowana reforma zniesienia pańszczyzny w Rosji w 1864 roku. Doprowadził też do uchwalenia w 1865 roku ustawy o cenzurze, którą już w 1862 roku podporządkował swojemu ministerstwu. Prowadził zróżnicowaną politykę społeczną i narodowościową. Proponował przyznanie szerszych praw Polakom, co miałoby odciągnąć ich od wystąpień antyrosyjskich. Sprzeciwiał się też brutalnym metodom represji stosowanym przez Michaiła Murawjowa po upadku powstania styczniowego. Prawosławny biskup czernihowski Filaret określił wręcz Wałujewa jako „wroga i gnębiciela prawosławia, Polaka z domieszką Niemca”. Z drugiej strony Wałujew wydał specjalny cyrkularz zakazujący druku publikacji w języku ukraińskim, albowiem nie uznawał istnienia takowego. Idąc za sugestią generał-gubernatora wileńskiego Konstantina von Kaufmana wydał także okólnik zabraniający druku w języku litewskim oraz języku żmudzkim przy użyciu alfabetu łacińskiego. W brutalny sposób tłumił kontestujące ruchy społeczne, w szczególności narodników. Podniesiony do rangi rzeczywistego tajnego radcy (II cywilna) 28 października 1866 roku. Z powodu braku zadowalającej reakcji na klęskę głodu został 9 kwietnia?/21 kwietnia 1868 roku zdymisjonowany; oficjalnym powodem dymisji były problemy zdrowotne.
Po opuszczeniu służby państwowej kilka miesięcy spędził za granicą Imperium Rosyjskiego. W 1869 roku został pierwszym prezesem założonego przez Leopolda Kronenberga Petersburskiego Banku Dyskontowego i Pożyczkowego.
W 1870 roku był inicjatorem powszechnego obowiązku służby wojskowej. Opracował i przedstawił Aleksandrowi II materiał Myśli żołnierza o służbie wojskowej dotyczący tego problemu. Od 16 kwietnia?/28 kwietnia 1872 roku był ministrem Dóbr Państwowych. Kierował komisją, nazywaną Komisją Wałujewa, badającą stan gospodarki rolnej i jej wydajność. Od 25 grudnia 1879?/6 stycznia 1880 do 4 października 1881 roku był przewodniczącym Komitetu Ministrów Imperium Rosyjskiego. Otrzymał tytuł hrabiego 19 lutego 1880 roku. Podczas koronacji Aleksandra III 15 maja 1883 roku niósł insygnia władzy monarchy w postaci carskiego jabłka. Zmarł 27 stycznia?/8 lutego 1890 roku w Petersburgu, wieku 75 lat.

## Twórczość
Autor kilku tekstów literackich. W młodości spotykał się z Aleksandrem Puszkinem. W latach 30. przyjaźnił się z Michaiłem Lermontowem w ramach działalności w Stowarzyszeniu Szesnastu. W latach 50. napisał pracę Myśli Rosjanina w drugiej połowie 1855, gdzie pod wpływem klęski rosyjskiej w wojnie krymskiej skrytykował rząd rosyjski. Największymi z jego dzieł są powieść Łorin (wydana w 1882) oraz Pamiętniki.

## Rodzina

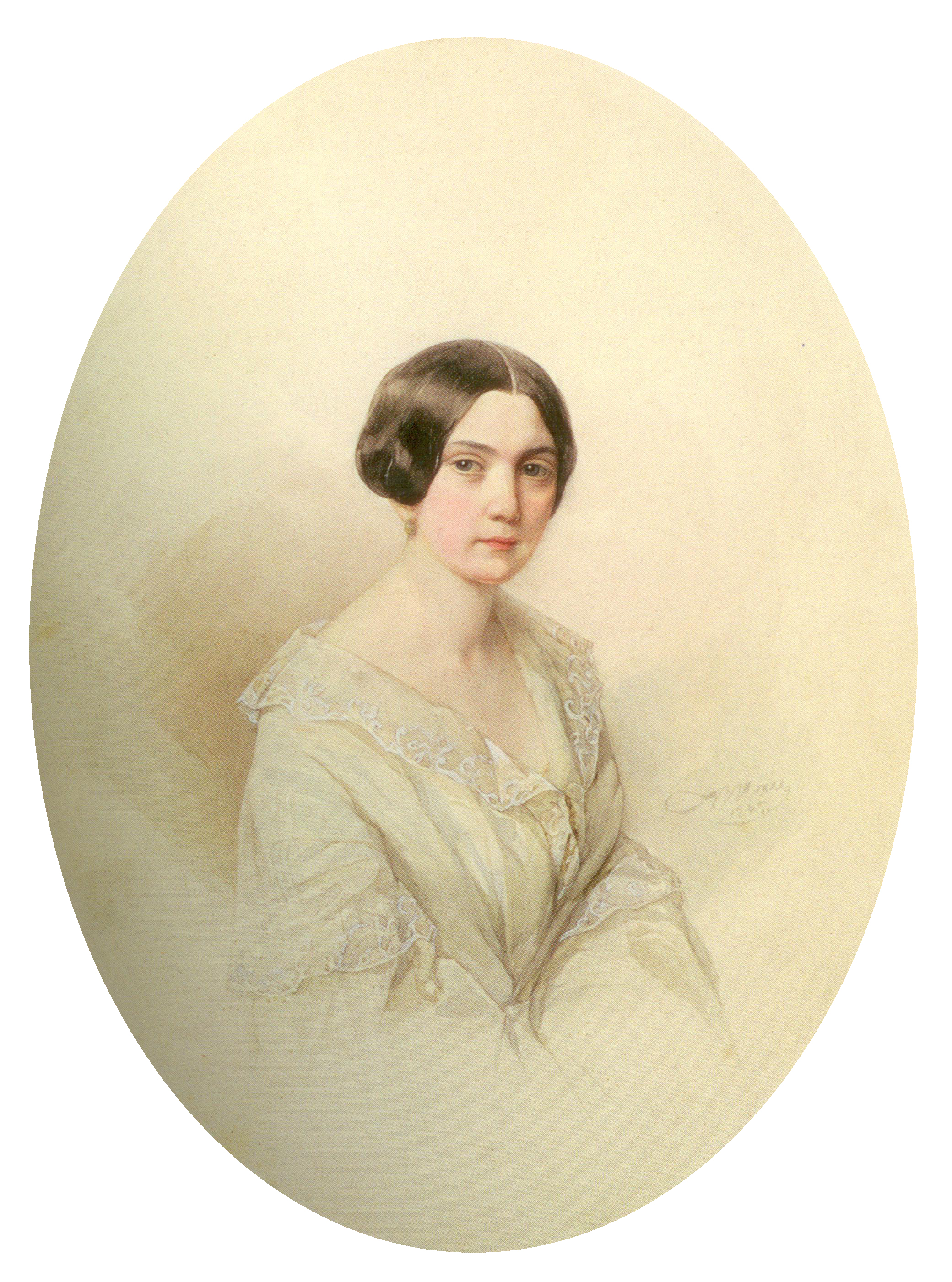
Maria Pietrowna Wiaziemska, pierwsza żona Piotra Wałujewa. Akwarela autorstwa Woldemara Hau

Matką Piotra Wałujewa była Jelizawieta Frederyka von den Brinken, z drugiego małżeństwa baronowa Fölkersham (ur. 1793, zm. 1872).
W 1836 roku zawarł małżeństwo z Marią Pietrowną Wiaziemską (ur. 8 lipca 1813, zm. 25 lutego 1849), córką Piotra Wiaziemskiego. Drugą jego żoną była Anna Iwanowna Wakulskaja (ur. 16 września 1830, zm. 20 marca 1883), córka pułkownika Iwana Piotra Wakulskiego.